# Walenty Titkow

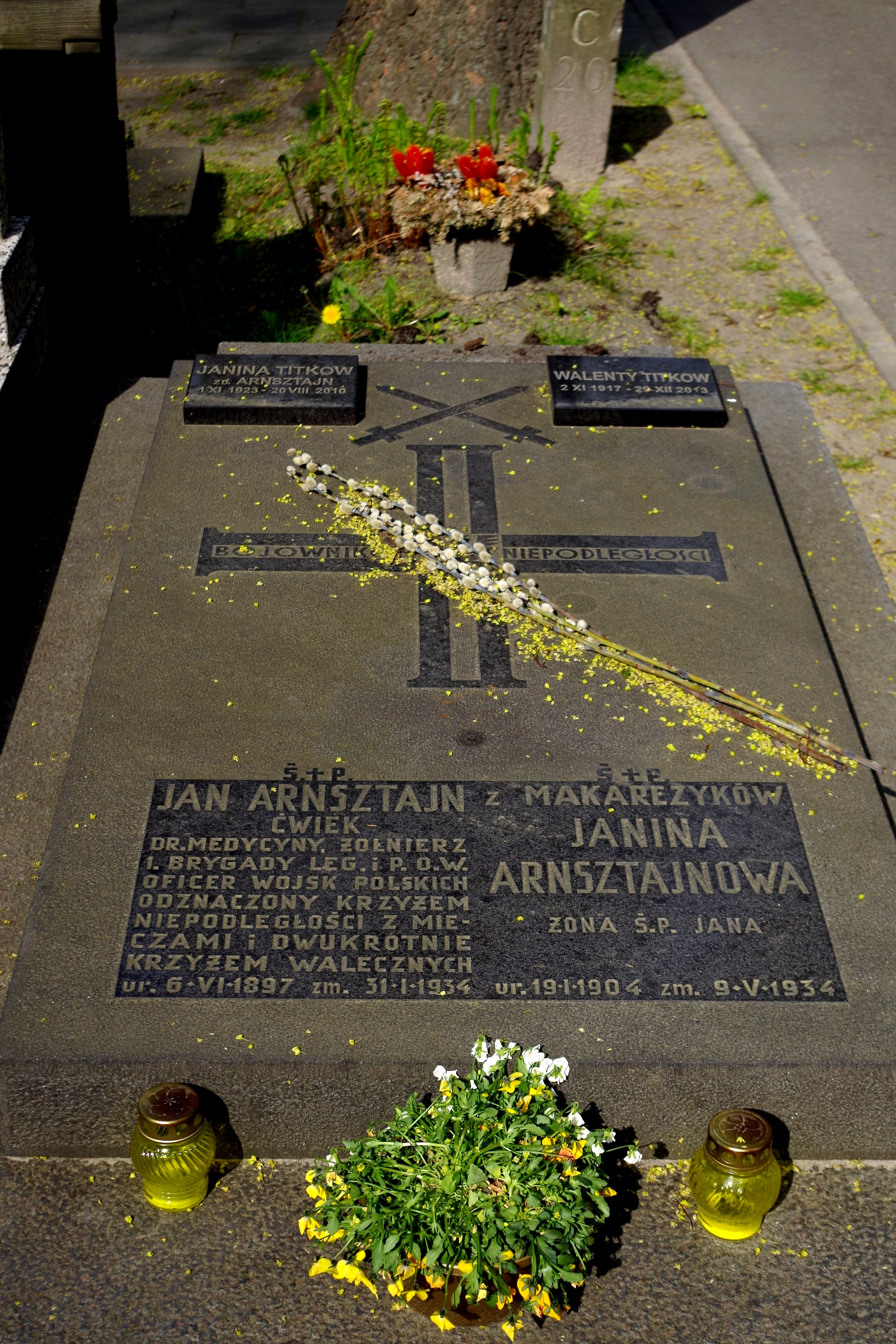
Grób lekarza Jana Arnsztajna oraz Walentego Titkowa na cmentarzu Wojskowym na Powązkach w Warszawie

Walenty Titkow (ur. 2 listopada 1917 w Równem, zm. 29 grudnia 2013 w Warszawie) – polski lekarz, oficer i polityk komunistyczny, poseł na Sejm PRL I, II i III kadencji.

## Życiorys
Urodził się w rodzinie Mikołaja i Marii. Był członkiem Komunistycznego Związku Młodzieży Polski i Polskiej Partii Robotniczej, a następnie Polskiej Zjednoczonej Partii Robotniczej. Ukończył studia na Wydziale Lekarskim Uniwersytetu Poznańskiego.
W 1944 należał do korpusu oficerów polityczno-wychowawczych 1. Dywizji Piechoty im. Tadeusza Kościuszki. Od września do listopada 1944 był szefem Wydziału Polityczno-Wychowawczego Komendy Wojewódzkiej Milicji Obywatelskiej w Warszawie, a następnie szefem Zarządu Polityczno-Wychowawczego Komendy Głównej MO. Od 1 października 1945 do 14 lutego 1948 był zastępcą Komendanta Głównego MO ds. polityczno-wychowawczych w stopniu pułkownika. Od 1950 do 1951 pełnił funkcję sekretarza propagandy w Komitecie Wojewódzkim PZPR w Katowicach. W okresie od 22 sierpnia 1951 do 18 lutego 1953 był I sekretarzem Warszawskiego Komitetu Wojewódzkiego PZPR, a w latach 1953–1955 I sekretarzem KW PZPR w Krakowie. Od 1953 do 1954 był zastępcą członka, a w następnie do 1968 członkiem Komitetu Centralnego PZPR. W latach 1955–1956 i 1957–1960 był kierownikiem, a od 1956 do 1957 zastępcą kierownika Wydziału Organizacyjnego KC PZPR. W okresie od 1 lutego 1960 do 24 lipca 1964 był I sekretarzem Komitetu Warszawskiego PZPR.
W latach 1952–1965 był posłem na Sejm PRL I, II i III kadencji z okręgów Mińsk Mazowiecki, Ostrołęka, Wola, przez dwie kadencje był zastępcą przewodniczącego Komisji Zdrowia i Kultury Fizycznej. W 1956 był redaktorem naczelnym „Trybuny Ludu”. Uchwałą Rady Państwa z dnia 4 grudnia 1957 został powołany do składu Centralnej Komisji Wyborczej na stanowisko sekretarza. Od 1964 do 1968 był wiceministrem zdrowia i opieki społecznej.
Jego żoną była Janina Arnsztajn-Titkow (1923–2010, wnuczka Franciszki Arnsztajnowej i prawnuczka Malwiny Meyerson). Był ojcem Andrzeja Titkowa (reżysera filmów dokumentalnych) i Olgi Titkow-Stokłosy (aktorki).
Zmarł w Warszawie. Pochowany 7 stycznia 2014 na cmentarzu Wojskowym na Powązkach (kwatera C 20-2-1).

## Ordery i odznaczenia
- Krzyż Komandorski z Gwiazdą Orderu Odrodzenia Polski (1964)[5]
- Order Krzyża Grunwaldu III klasy (4 października 1946)[6]
- Krzyż Oficerski Orderu Odrodzenia Polski (10 października 1945)[7]
- Złota odznaka honorowa „Za Zasługi dla Warszawy” (1964)[8]
- Odznaka „Budowniczy Nowej Huty” (1959)[9]